# 구로이와촌 (고치현)
구로이와촌(일본어: 黒岩村)은 일본 고치현 다카오카군에 있던 촌이다. 현재의 사카와정, 오치정에 해당한다.

## 역사
- 1889년 4월 1일 - 정촌제 시행에 의해 12촌의 구역으로 성립하였다.
- 1954년 3월 20일 -  구 사카와정, 도가노촌, 오가와촌과 합병해 새로운 오카와촌이 성립, 동일 구로이와촌은 폐지되었다.

## 참고 문헌
- 角川日本地名大辞典編纂委員会,『角川日本地名大辞典 39 高知県』1983, 角川書店